# Huainan
Huainan är en stad på prefekturnivå i provinsen Anhui i östra Kina. Den ligger omkring 110 kilometer nordväst om provinshuvudstaden Hefei.

## Administrativ indelning
Huainan indelas i fem stadsdistrikt (区 qū) och två härad (县 xiàn).
| Namn          | Kinesiska | Pinyin        | Befolkning (2003 uppsk.) | Yta (km²) | Befolknings- täthet (/km²) |
| ------------- | --------- | ------------- | ------------------------ | --------- | -------------------------- |
| Stadsdistrikt |           |               |                          |           |                            |
| Tianjia'an    | 田家庵区  | Tiánjiā'ān qū | 500 000                  | 239       | 2 092                      |
| Datong        | 大通区    | Dàtōng qū     | 180 000                  | 314       | 573                        |
| Xiejiaji      | 谢家集区  | Xièjiājí qū   | 330 000                  | 273       | 1 209                      |
| Bagongshan    | 八公山区  | Bāgōngshān qū | 170 000                  | 93        | 1 828                      |
| Panji         | 潘集区    | Pānjí qū      | 430 000                  | 607       | 708                        |
| Härad         |           |               |                          |           |                            |
| Fengtai       | 凤台县    | Fèngtái xiàn  | 700 000                  | 1 000     | 700                        |
| Shou          | 寿县      | Shòu xiàn     | 1 280 000                | 2 986     | 429                        |

| Karta                                                    |
| -------------------------------------------------------- |
| Tianjia'an Panji Datong Bagongshan Xiejiaji Fengtai Shou |